# خوليو كاستيلانوس راميريز
خوليو كاستيلانوس راميريز هو سياسي مكسيكي، ولد في 21 يونيو 1960 في Zamora, Michoacán ‏ في المكسيك. نشط حزبياً في حزب العمل الوطني. وقد انتخب عضو مجلس النواب المكسيك ‏.